# Siergiej Tiulpanow

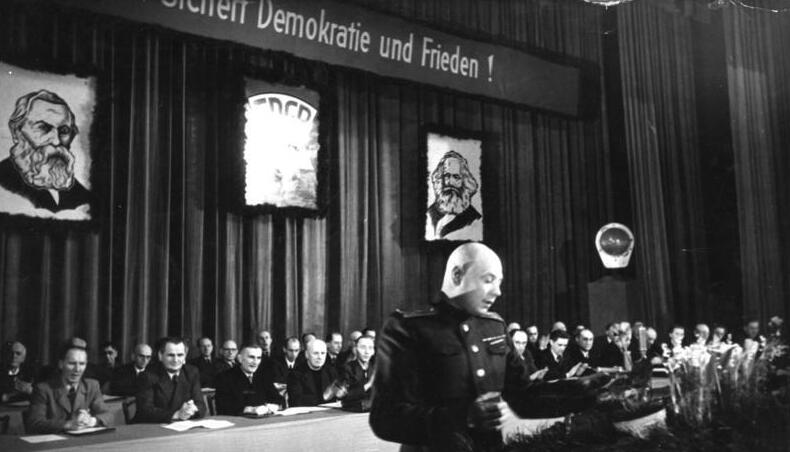
Przemowa Tiulpanowa w Berlinie, 1946

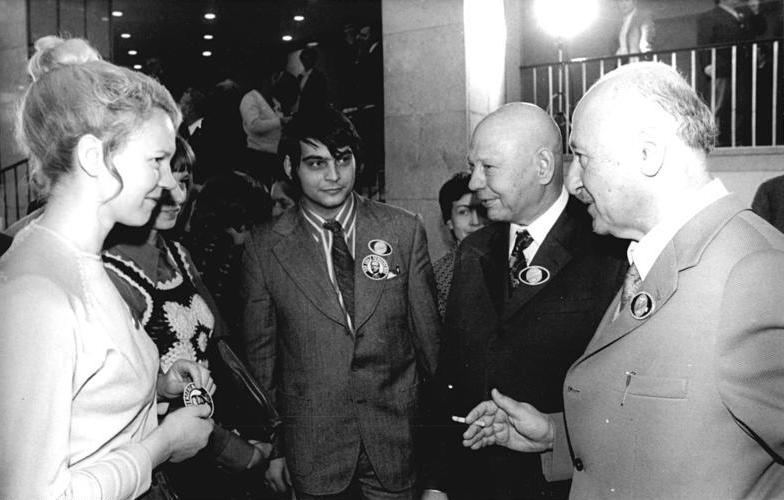
Tiulpanow (drugi z prawej) na Światowym Kongresie Sił Pokojowych w Moskwie, 1973

Siergiej Iwanowicz Tiulpanow (ros. Серге́й Ива́нович Тюльпа́нов, ur. 3 października 1901, zm. 16 lutego 1984 w Leningradzie) – radziecki wojskowy, generał major, działacz naukowy, doktor nauk ekonomicznych, profesor Uniwersytetu Leningradzkiego.

## Życiorys
W Armii Czerwonej służył od 1919 do 1925 i ponownie od 1941 do 1956. Do WKP(b) przyjęty w 1927. W latach 1919–1923 pomocnik szofera, czerwonoarmista, urzędnik, księgowy, kierownik oddziału finansowego 10 Dywizji Strzeleckiej, 7 Brygady Turkiestańskiej, 1923–1924 urzędnik okręgowego zarządu gospodarczego w Piotrogrodzkim/Leningradzkim Okręgu Wojskowym, 1925-1929 studiował na Leningradzkim Uniwersytecie Pedagogicznym im. Hercena, 1929 ukończył Wojskową Akademię Polityczną w Leningradzie, a w 1930 eksternistycznie Wydział Społeczno-Ekonomiczny Państwowego Instytutu Pedagogicznego. W latach 1931–1937 starszy wykładowca katedry ekonomii politycznej Akademii Wojskowo-Politycznej im. Lenina, 1937-1940 kierownik tej katedry, profesor Akademii Leśnictwa im. Kirowa, od 1940 kierownik katedry Kursów Leninowskich przy KC WKP(b) w Leningradzie. Od 1941 na froncie wojny z Niemcami, szef 7 wydziału Oddziału Politycznego 42 Armii, szef 7 oddziału Zarządu Politycznego Frontu Leningradzkiego, 1942-1945 szef 7 oddziału Zarządu Politycznego Frontów Południowo-Wschodniego, Stalingradzkiego, Południowego i 4 Ukraińskiego. X 1945 - X 1949 szef Zarządu Propagandy (Informacji) Grupy Wojsk Radzieckich w Niemczech i Radzieckiej Administracji Wojskowej w Niemczech. Znał dobrze język niemiecki, mocno wspierał Waltera Ulbrichta i sowietyzację wschodnich Niemiec. Był twardogłowym bolszewikiem, ściśle monitorował działalność nowo powstałej SED mającej rządzić krajem. 11 maja 1949 mianowany generałem-majorem. Później zastępca kierownika katedry ekonomii politycznej Akademii Wojskowo-Morskiej w Leningradzie, potem kierownik katedry ekonomii politycznej Wojskowej Akademii Łączności im. Budionnego. Od 1956 w odstawce.

## Odznaczenia i wyróżnienia
- Order Czerwonego Sztandaru
- Order Wojny Ojczyźnianej I klasy
- Order Wojny Ojczyźnianej II klasy
- Order Czerwonej Gwiazdy
- Medal 100-lecia urodzin Lenina
- Medal „Za zdobycie Berlina”
- Medal „Za wyzwolenie Warszawy”
- Medal „Za obronę Moskwy”
- Medal „Za obronę Stalingradu”
- Medal „Weteran Sił Zbrojnych ZSRR”
- Medal „Za zwycięstwo nad Niemcami w Wielkiej Wojnie Ojczyźnianej 1941–1945”
- Medal jubileuszowy „Dwudziestolecia zwycięstwa w Wielkiej Wojnie Ojczyźnianej 1941–1945”
- Medal jubileuszowy „Trzydziestolecia zwycięstwa w Wielkiej Wojnie Ojczyźnianej 1941–1945”
- Medal jubileuszowy „Czterdziestolecia zwycięstwa w Wielkiej Wojnie Ojczyźnianej 1941–1945”
- Medal jubileuszowy „XX lat Robotniczo-Chłopskiej Armii Czerwonej”
- Medal jubileuszowy „30 lat Armii Radzieckiej i Floty”
- Medal jubileuszowy „40 lat Sił Zbrojnych ZSRR”
- Medal jubileuszowy „50 lat Sił Zbrojnych ZSRR”
- Medal jubileuszowy „60 lat Sił Zbrojnych ZSRR”
- Medal „Za nienaganną służbę” I klasy
- Medal „Za nienaganną służbę” II klasy
- Medal „Za nienaganną służbę” III klasy
- Medal „Za Umacnianie Braterstwa Broni”
- Tytuł „Zasłużony Działacz Naukowy Rosyjskiej Federacyjnej Socjalistycznej Republiki Radzieckiej"